# John James Lewis Bonhote
John James Lewis Bonhote est un ornithologue britannique, né en 1875 à Londres et mort en 1922.

## Biographie
Il fait ses études à Harrow School et au Trinity College où il reçoit un Master of Arts. Il devient le secrétaire privé du gouverneur des Bahamas en 1897, puis sous-directeur du jardin zoologique de Gizeh en Égypte de 1913 à 1919. Bonhote fut le cosecrétaire, avec Ernst Hartert (1859-1933), du Quatrième congrès international ornithologique de Londres en 1905, secrétaire et trésorier de la Société d’aviculture, secrétaire de la British Ornithologists' Union de 1907 à 1913 et trésorier-secrétaire du British Ornithologists' Club de 1920 à 1922. Il est également membre de la Linnean Society of London et la Zoological Society of London.
Bonhote est notamment l’auteur de Birds of Britain (1907) et Vigour and Heredity (1915).

## Référence
- (en) Biographie sur le site du Natural History Museum

## Source
- Traduction de l'article de langue anglaise de Wikipédia (version du 20 mars 2007).